# 辻美里
辻 美里（つじ みさと、1987年5月13日 - ）は、東京都出身の日本の女優、モデル。株式会社クロスリング所属。血液型はB型。2010年3月成城大学卒業。

## 出演

### 映画
- 連弾（松竹、2001年）

### テレビ
- 怪談新耳袋第3シリーズ「毛浪」(BS-i)
- 68FILMS 東京少女 第7話「東京防衛少女紅子」(TBS)